# Elaine de Kooning
Elaine Marie de Kooning (gebürtig Elaine Marie Fried; * 12. März 1918 in Brooklyn, New York; † 1. Februar 1989 in Southampton, New York) war eine US-amerikanische Malerin, Grafikerin und Kunstkritikerin. Sie war eine Vertreterin des Abstrakten Expressionismus, Mitglied der New York School und spielte als Autorin und Kunstprofessorin eine wichtige Rolle in der Entwicklung der modernen Kunst in den USA nach 1945.

## Leben und Werk

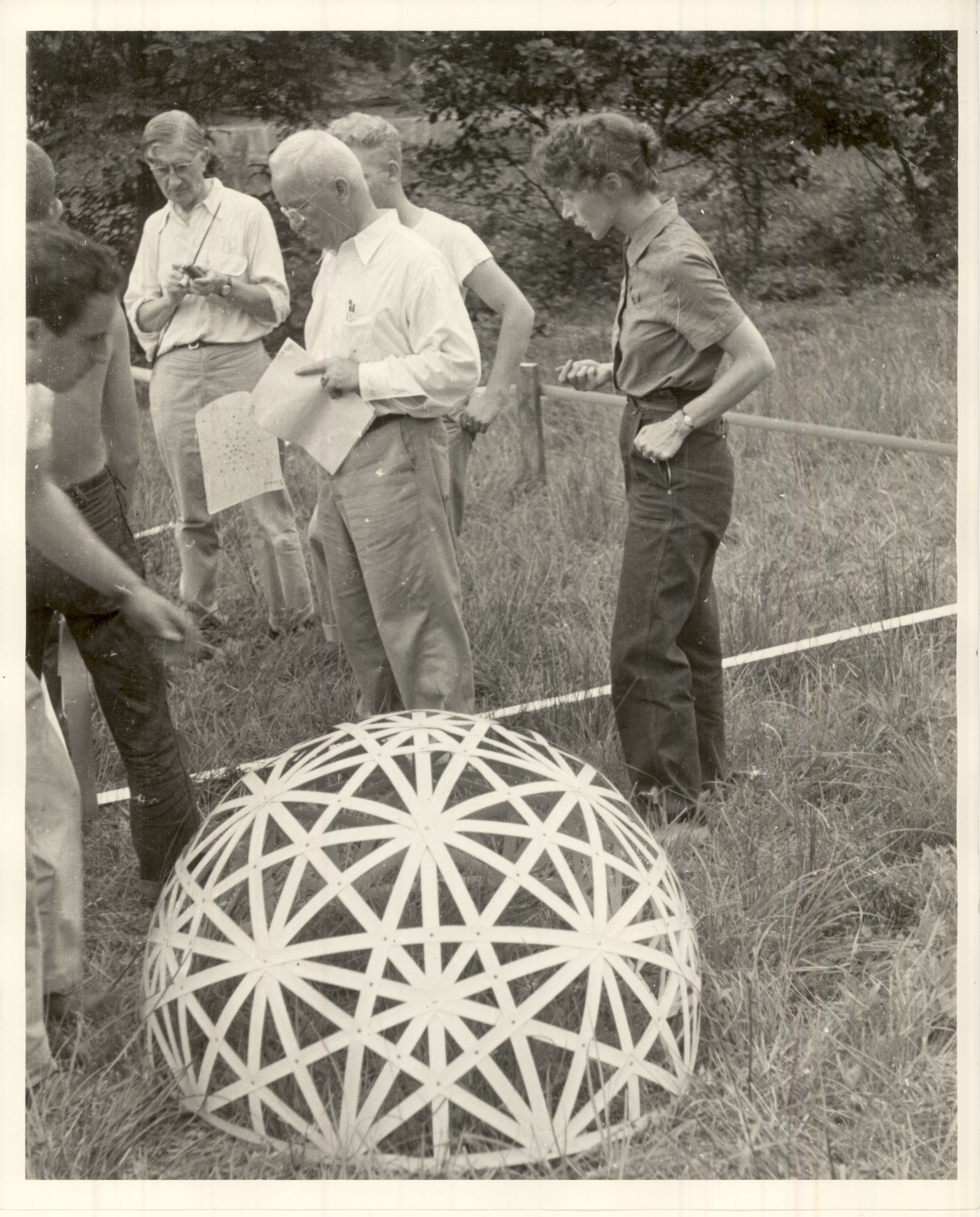
Richard Buckminster Fuller (Mitte), Elaine de Kooning (rechts) und Josef Albers (links) mit Studenten am Black Mountain College, Sommer 1948: Projektstudium – Bau einer geodätischen Kuppel

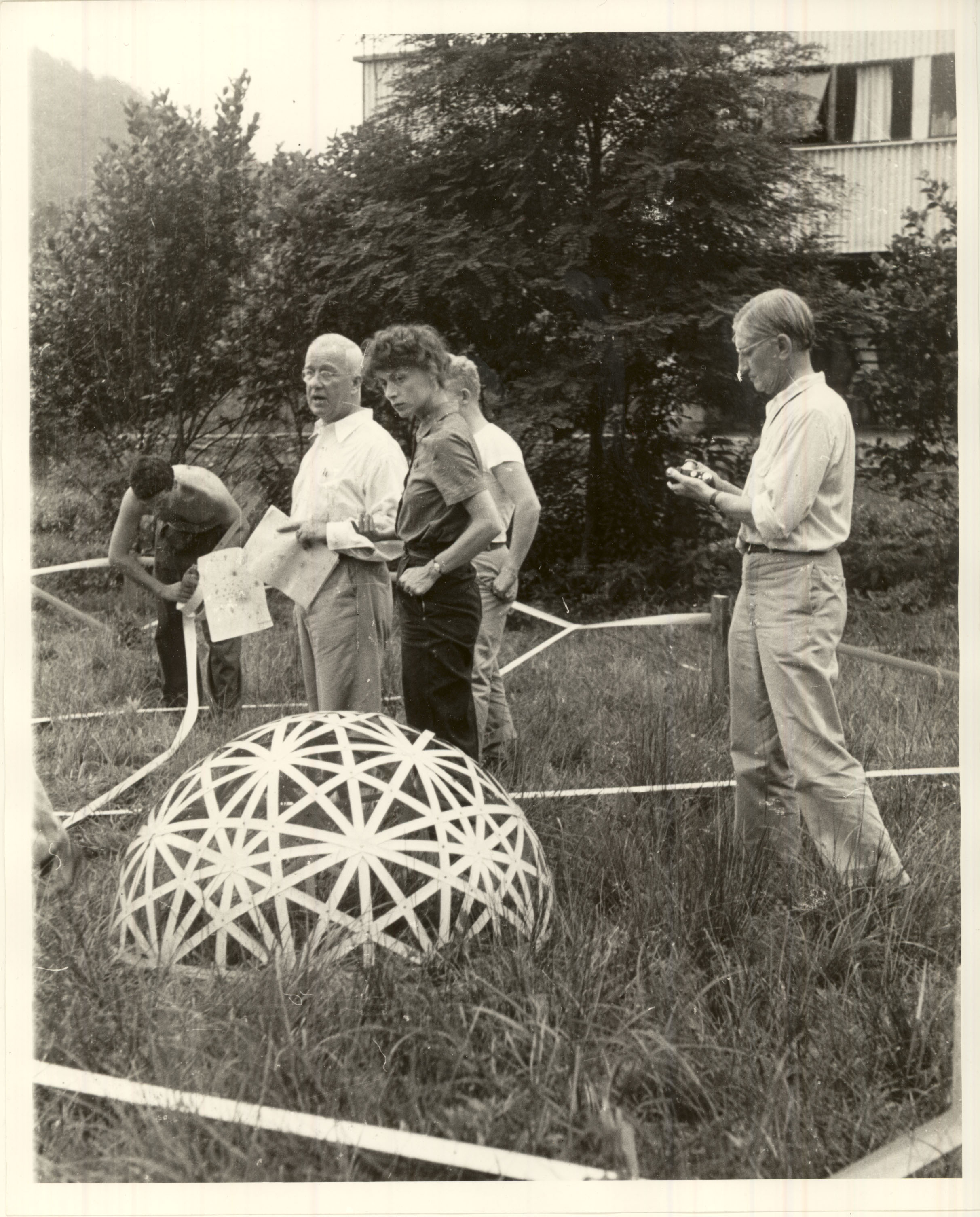
Studium und Lehre; Buckminster Fuller (links), Elaine de Kooning und Josef Albers (rechts), 1948

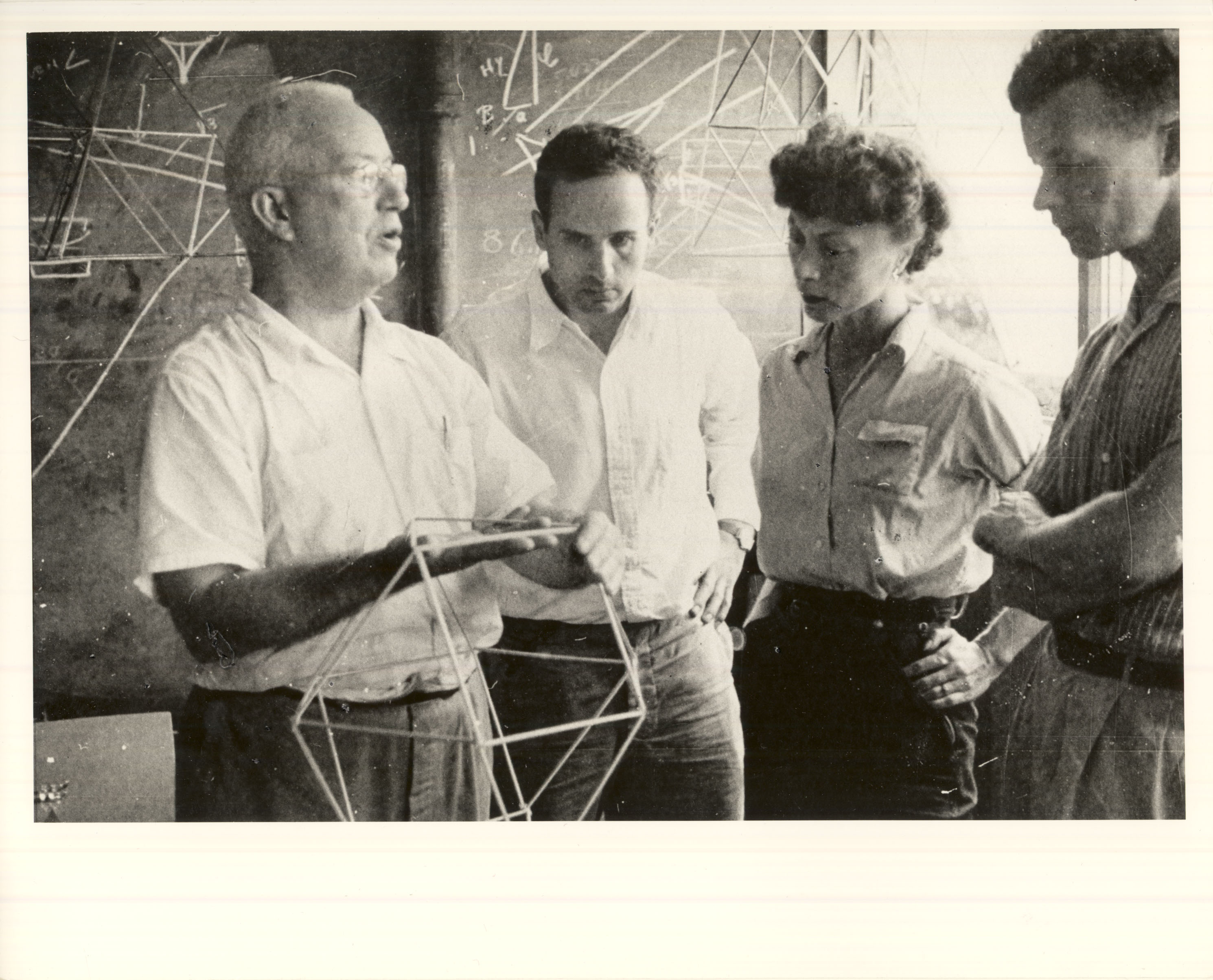
Am Black Mountain College

Die junge Elaine Marie Fried wuchs in Brooklyn auf. Das Mädchen wurde bereits früh von ihrer Mutter an die Kunst herangeführt, die sie zu Museumsbesuchen mitnahm und ihr beibrachte, dort alles zu zeichnen, was sie sah. 1936 begann sie ein Studium an der Leonardo da Vinci Art School in New York, wechselte aber bald an die American Artists School, wo sie 1938 bei dem in die USA emigrierten niederländischen Künstler Willem de Kooning zu studieren begann. Aus dem Lehrer-Studenten-Verhältnis sollte sich eine lebenslange, ebenso leidenschaftliche wie destruktive Beziehung entwickeln. Am 9. Dezember 1943 heirateten die beiden.
Die Verbindung mit de Kooning brachte sie mit Arshile Gorky, John D. Graham, Franz Kline, Jackson Pollock, Mark Rothko, Clyfford Still, Mark Tobey und anderen Künstlern im Umfeld des Action Paintings und der „neuen amerikanischen Abstraktion“ zusammen und so etablierte sie sich ab 1948 durch zahlreiche Monografien dieser Künstler für die Zeitschrift Art news als Kunstkritikerin. Im selben Jahr begann sie mit ersten eigenen abstrakten Arbeiten. Zusammen mit Willem de Kooning, Franz Kline, Ad Reinhardt und weiteren Malern und Literaten wurde sie Gründungsmitglied des Künstlertreffs The Club, der die „erste Generation“ der New York School vereinigte. 1951 nahm sie an der Gruppenausstellung Ninth Street Show teil, die eine richtungweisende Show der abstrakten Expressionisten werden sollte und die finanziell von dem aufstrebenden Galeristen Leo Castelli unterstützt wurde. 1954 folgte ihre erste Einzelausstellung in der Stable Gallery in New York. Mitte der 1950er Jahre malte de Kooning vornehmlich Porträts von gesichtslosen Männern wie Al Lazar (Man in a Hotel Room) oder Peter (beide 1954), dabei mischte sie die figurative Darstellung mit einem expressiv abstrakten Pinselstrich.
Angeregt durch die Impressionen einer Reise an die amerikanische Westküste und nach Mexiko, änderte sie gegen Ende der 1950er Jahre ihre Bildsprache: Sie löste sich von der strengen, durch die so genannten Black Paintings ihrer New Yorker Künstlerkollegen bedingten Monochromie und ersetzte ihre Palette durch hellere, klarere Farben und figurative Formen. Im mexikanischen Ciudad Juárez entstand mit Bildern wie Sunday Afternoon (1957) eine Serie von Stierkampf-Szenen. Ab Anfang der 1960er Jahre war sie bevorzugt als Porträtmalerin tätig. 1962 erhielt sie den Auftrag, ein Porträt des damaligen US-Präsidenten John F. Kennedy für die Harry S. Truman Library zu malen, doch schwer schockiert von dessen Ermordung 1963 unterbrach sie ihre Tätigkeit als Malerin für ein Jahr. Zu dieser Zeit nahm sie ihre Tätigkeit als Kunstlehrerin auf und war bis 1972 Gastprofessorin an zahlreichen Universitäten wie der Yale University und der Carnegie Mellon University. Ab 1974 war sie Professorin an der Parsons School of Design in New York und zwischenzeitlich, 1975, Artist in Residence an der Brandeis University in Waltham, Massachusetts. In den Folgejahren förderte sie Nachwuchskünstler wie beispielsweise den russisch-amerikanischen Künstler Alexander Ney.
Privat führten Elaine und Willem de Kooning eine schwierige Ehe, die von latenter Armut in den 1940ern und jahrelangen heftigen Alkoholexzessen, Liebesaffären und ständigen Diskrepanzen der beiden gegensätzlichen Charaktere geprägt war. Dennoch führte die unglückliche Liaison zu einer hohen künstlerischen Produktivität, die eine große Anzahl an Werken beider Künstler hervorbrachte. In den späten 1950ern trennten sich Elaine und Willem de Kooning, ließen sich aber nicht scheiden. Erst Mitte der 1970er Jahre, als beide ihre Alkoholprobleme überwunden hatten, fanden sie wieder zusammen. Ab 1976 malte Elaine de Kooning erstmals mit Acrylfarben und entwickelte neue Ausdrucksformen in ihren Bildern. In den 1980er Jahren bereiste sie Europa, wo sie sich in Südfrankreich von Höhlenmalereien inspirieren ließ, sowie China und Japan. Im Anschluss begann sie mit Tuschzeichnungen und Radierungen zu experimentieren, in denen sie diese Eindrücke umsetzte (Ascending Wall 1988). Ende der 1980er Jahre erkrankte die starke Raucherin an Lungenkrebs, dem sie am 1. Februar 1989 erlag; wenige Monate zuvor war sie zum Mitglied (NA) der National Academy of Design gewählt worden.
In der Ikonografie ist Elaine de Koonings Werk von vielen unterschiedlichen künstlerischen Stilen beeinflusst: es reicht von düsteren Abstraktionen in den 1940er Jahren, Porträtstudien in den 1950er und 1960er Jahren zu einer befreiten archaisch-expressionistischen und tradierten Gegenständlichkeit in den 1980ern, der von Kritikern auch als New York Figurative Expressionism deklariert wurde. Neben Helen Frankenthaler, Lee Krasner, Joan Mitchell und Hedda Sterne zählte Elaine de Kooning zu den führenden Künstlerinnen des Abstrakten Expressionismus in den USA.

## Werke
(Auswahl externe Weblinks)
- Zehn Werke artsy.net
- Sunday Afternoon (1957) artchive.com
- John F. Kennedy (1963) National Portrait Gallery (Memento vom 16. November 2016 im Internet Archive)
- On the way to San Remo (1967) spaightwoodgalleries.com
- Bacchus #3 (1978) nmwa.org

## Ausstellungen (Auswahl)
- Elaine De Kooning (2003), Hackett-Freedman Gallery, San Francisco
- Abstrakter Expressionismus (2001), Pfalzgalerie Kaiserslautern
- Elaine de Kooning Portraits (1999), Salander-O’Reilly Galleries, New York
- Art & Friendship: Selections from the Roland F. Pease Collection (1997), Tibor de Nagy Gallery, New York
- Elaine de Kooning Paintings 1955–1965 (1996), Joan T. Washburn Gallery, New York
- Major Paintings, Sculpture & Drawings (1996), Joan T. Washburn Gallery, New York

## Schriften
- The Spirit of Abstract Expressionism Selected Writings. George Braziller Inc., New York 1994, ISBN 0-8076-1337-1.
- Elaine De Kooning: Essays by Lawrence Campbell, Helen a Harrison, Rose Slivka. University of Georgia Georgia Museum, 1992, ISBN 0-915977-09-5.